# Floorball-Bundesliga 2019/20 (Frauen)
Die Floorball-Bundesliga 2019/20 der Damen ist die 26. Spielzeit um die deutsche Floorball-Meisterschaft auf dem Großfeld der Damen.
Der UHC Sparkasse Weißenfels geht als Titelverteidiger in die Saison. Diese wurde am 13. März 2020 aufgrund der Corona-Pandemie vor Ende der Hauptrunde ohne Meister abgebrochen.

## Teilnehmer
- UHC Sparkasse Weißenfels (Meister)
- MFBC Leipzig/Grimma (Pokalsieger)
- ETV Lady Piranhhas Hamburg
- Dümptener Füchse
- SSF Dragons Bonn
- Red Devils Wernigerode (Neueinsteiger[1])

## Modus
In der Hauptrunde spielt jedes Team jeweils zweimal (Hin- und Rückspiel) gegen jedes andere. In den Play-offs spielt zunächst der 2. gegen den 3. und der 1. gegen den 4. in einem Best-of-3-Modus. Die Verlierer spielen in einem Spiel den 3. Platz aus. Die beiden Gewinner ermitteln dann im Finale den Deutschen Floorball-Meister.
Da nur sechs Teams teilnehmen, gibt es keinen direkten Absteiger, kein Team spielt in der Relegation. Die beiden Erstplatzierten Teams der Regionalligameisterschaft Damen
steigen direkt auf.

## Tabelle
| Pl. | Verein                       | Sp. | S | U | N | SDS | SDN | Tore  | Diff. | Pkt. |
| --- | ---------------------------- | --- | - | - | - | --- | --- | ----- | ----- | ---- |
| 1.  | UHC Sparkasse Weißenfels (M) | 10  | 8 | 0 | 1 | 1   | 0   | 78:47 | +31   | 26   |
| 2.  | MFBC Leipzig/Grimma (P, S)   | 9   | 6 | 0 | 3 | 0   | 0   | 51:29 | +22   | 18   |
| 3.  | Dümptener Füchse             | 9   | 5 | 1 | 2 | 0   | 1   | 56:39 | +17   | 17   |
| 4.  | ETV Lady Piranhhas Hamburg   | 10  | 3 | 0 | 7 | 0   | 0   | 47:59 | −12   | 09   |
| 5.  | Red Devils Wernigerode (N)   | 10  | 3 | 0 | 7 | 0   | 0   | 43:78 | −35   | 09   |
| 6.  | SSF Dragons Bonn             | 10  | 2 | 1 | 7 | 0   | 0   | 36:59 | −23   | 07   |

| Legende                           |
| --------------------------------- |
| Teilnahme an den Play-Offs        |
| (M) Titelverteidiger              |
| (P) Pokalsieger                   |
| (S) Sieger der Hauptrunde 2018/19 |
| (N) Neueinsteiger                 |

## Play-offs
Alle Spiele bis auf das Spiel um Platz 3 sollten im Best-of-three-Modus gespielt werden.

Haben nicht stattgefunden.